# Воля-Новська
Воля-Новська (пол. Wola Nowska) — село в Польщі, у гміні Кросневиці Кутновського повіту Лодзинського воєводства.
Населення — 210 осіб (2011).
У 1975-1998 роках село належало до Плоцького воєводства.

## Демографія
Демографічна структура станом на 31 березня 2011 року:
|          | Загалом | Допрацездатний вік | Працездатний вік | Постпрацездатний вік |
| -------- | ------- | ------------------ | ---------------- | -------------------- |
| Чоловіки | 105     | 19                 | 75               | 11                   |
| Жінки    | 105     | 25                 | 59               | 21                   |
| Разом    | 210     | 44                 | 134              | 32                   |